# Curbia
Curbia es un género es un género de polilla monotípico perteneciente a la familia Geometridae. Fue descrita por primera vez por Achille Guenée en 1857.  Su única especie, Curbia martiata, se encuentra con endemismo en la isla de Borneo, Sumatra y la Malasia peninsular.

## Descripción
Es una polilla de color amarillo lúteo brillante. La cabeza y la parte anterior del tótax son de color ocráceo brillante. Las antenas son pubescentes. El abdomen se extiende hasta las alas traseras. Las alas cuentan con una banda roja muy oblicua, y con estrías rojizas, mucho más numerosas en el envés. Las alas anteriores son agudas con su costilla, borde exterior y fleco marcados con negro. Cuentan con dos marcas costales blanquecinas con borde rojizo.